# چار فاسسون اپازیلا
چار فاسسون اپازیلا (به لاتین: Char Fasson Upazila) یک منطقهٔ مسکونی در بنگلادش است که در ناحیه بهولا واقع شده‌است. چار فاسسون اپازیلا ۱٬۴۴۰٫۰۴ کیلومتر مربع مساحت و ۴۱۳٬۵۹۳ نفر جمعیت دارد.